# ブルノ動物園
ブルノ動物園（ブルノどうぶつえん）は、チェコ共和国第2の都市ブルノにある動物園。

## 概要
ブルノ動物園は、ブルノ市北西部にあるブルノ貯水池から1㎞ほど東にある。 ブルノ動物園は毎日午前9時から午後6時まで営業しています。

## 代表的な飼育動物
有蹄類、ホッキョクグマ、トラ、ヒョウ、サル、チンパンジー、カムチャツカクマ、シベリア鳥。

## 歴史
- 1953年[5] - 8月30日に開園。
- 1976年 - ホッキョクグマを飼育。